# Europese weg 70
De Europese weg 70 of E70 is een Europese weg die loopt van A Coruña in Noord-Spanje naar Poti in Georgië. Het is een van de west-oostverbindingen vanuit Spanje via Frankrijk, Italië, Slovenië, Kroatië, Servië, Roemenië, Bulgarije en Turkije naar Georgië. Sommige trajecten zijn autosnelweg, andere delen een autoweg zonder gescheiden rijbanen.

## Nationale wegnummers
De E70 loopt over de volgende nationale wegnummers:
| Nummer    | Tracé                                                |
| Spanje    | Spanje                                               |
| --------- | ---------------------------------------------------- |
| A-6       | A Coruña - Baamonde                                  |
| A-8       | Baamonde - Frankrijk                                 |
| Frankrijk |                                                      |
|           | Spanje - Bordeaux                                    |
|           | Ringweg Bordeaux                                     |
|           | Ringweg Bordeaux                                     |
|           | Bordeaux - Libourne                                  |
|           | Libourne - Brive-la-Gaillarde                        |
|           | Brive-la-Gaillarde - Saint-Pardoux-l'Ortigier        |
| D9        | Saint-Pardoux-l'Ortigier - Saint-Germain-les-Vergnes |
|           | Saint-Germain-les-Vergnes - Balbigny                 |
|           | Balbigny - Saint-Étienne                             |
|           | Saint-Étienne - Saint-Chamond                        |
|           | Saint-Chamond - Givors                               |
|           | Givors - Lyon                                        |
|           | Lyon - Chambéry                                      |
|           | door Chambéry                                        |
|           | Chambéry - Modane                                    |
|           | Modane - Italië                                      |
| Italië    |                                                      |
|           | Frankrijk - Bardonecchia                             |
|           | Bardonecchia - Torino                                |
|           | Tangenziale di Torino                                |
|           | Torino - Brescia                                     |
|           | Brescia - Duino-Aurisina                             |
|           | Duino-Aurisina - Trieste                             |
|           | Trieste - Slovenië                                   |
| Slovenië  |                                                      |
|           | Italië - Divača                                      |
|           | Divača - Ljubljana                                   |
|           | Ljubljana - Kroatië                                  |
| Kroatië   |                                                      |
| A3        | Slovenië - Servië                                    |
| Servië    |                                                      |
| A 1       | Kroatië - Belgrado                                   |
| 1.9       | Belgrado - Roemenië                                  |
| Roemenië  |                                                      |
| 59        | Servië - Timișoara                                   |
| 6         | Timișoara - Boekarest                                |
| 5         | Boekarest - Bulgarije                                |
| Bulgarije |                                                      |
| 2         | Roemenië - Sjoemen                                   |
| A2        | Sjoemen - Varna                                      |
| Turkije   |                                                      |
|           | Samsun - Georgië                                     |
| Georgië   |                                                      |
| ს2        | Turkije - Poti                                       |

## Plaatsen langs de E70
| Spanje - A Coruña - Aviles - Oviedo - Torrelavega - Bilbao - San Sebastián Frankrijk - Bordeaux - Tulle - Clermont-Ferrand - Saint-Étienne - Lyon - Chambéry Italië - Susa - Torino - Alessandria - Tortona - Piacenza - Brescia |  | - Verona - Mestre - Palmanova - Trieste Slovenië - Ljubljana Kroatië - Zagreb - Đakovo Servië - Belgrado - Vršac Roemenië - Timișoara - Caransebeș - Drobeta-Turnu Severin - Craiova - Pitești - Boekarest - Giurgiu |  | Bulgarije - Roese - Razgrad - Sjoemen - Varna Vervolgens met de veerboot naar Turkije - Samsun - Altınordu - Giresun - Trabzon Georgië - Batoemi - Poti |